# Steinkreuz Von-Coels-Straße/Ecke Lindenstraße

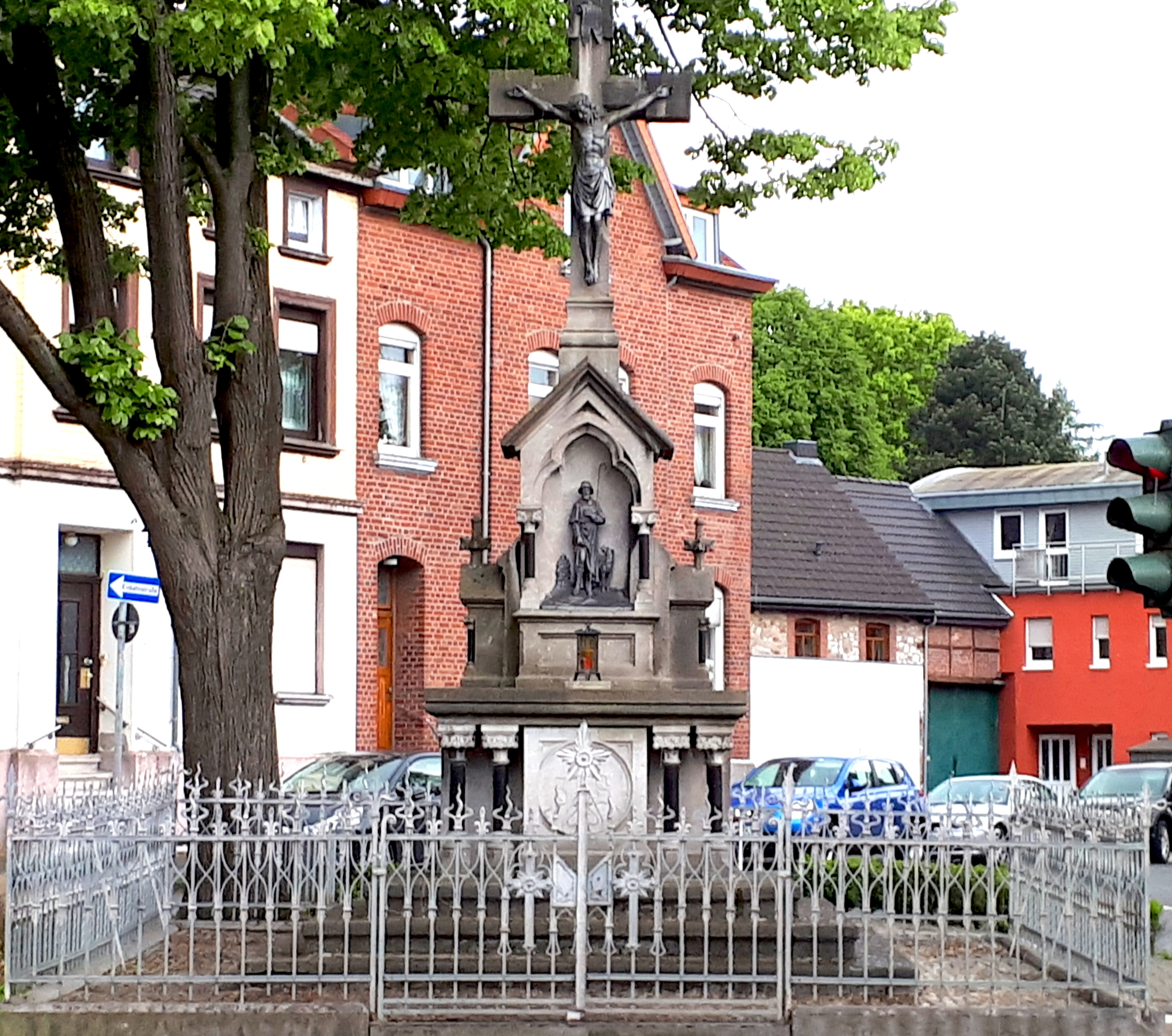
Steinkreuz Von-Coels-Straße/Ecke Lindenstraße

Beim Stein – bzw. Hochkreuz an der Von-Coels-Straße/Ecke Lindenstraße handelt es sich um ein Prozessionskreuz, welches in damaligen Zeiten als Segensstation der alten Fronleichnamsprozession diente. Das Kreuz steht im Aachener Stadtteil Eilendorf.

## Geschichte
Das heutige Kreuz soll an die ehemalige St. Rochuskapelle erinnern, die sich bis zum Ende des 18. Jahrhunderts in der Nähe des heutigen Standorts befunden hat. Über die Kapelle selbst ist nicht viel bekannt, in einem alten Schöffenbuch der Herrschaft Eilendorf ist zu vernehmen, dass um 1652 viele Einheimische einer pestartigen Seuche zum Opfer fielen. Es ist anzunehmen, dass die Kapelle während oder nach der Seuche zur Abwehr dieser Krankheit erbaut worden ist. Der Patron der Kapelle, der Rochus von Montpellier, wird als Schutzpatron gegen die Pest ausgerufen.
Im Jahr 1908 wurde die heutige Kreuzanlage an der Von-Coels-Straße/Lindenstraße errichtet. An gleicher Stelle stand vormals unter zwei alten Linden und neben einem Wasserpfuhl ein Holzkreuz, welches in die Bruchstraße versetzt wurde, nämlich das Wegekreuz Bruchstraße. 
Als Segensstation diente das Kreuz bis mindestens in die 1920er Jahre. Bei Restaurierungsarbeiten und Überholung der Metallteile (Christuskorpus und Heiligenstatue) im Herbst 1980, wurde auf der Rückseite des Metallkorpus eine eingravierte Inschrift entdeckt: Geschenk v. LEONHARD GEULEN Linde 1908. 
Eine weitere Inschrift befindet sich auf der Rückseite des Kreuzes: „Haec nova Crux erecta est Anno Domini 1908“. 

## Aufbau
Das Kreuz selbst entspricht dem Stil der Gründerzeit. Die Kreuzanlage besteht aus vielen Einzelteilen und ist mit gotischen Schmuckelementen verziert. Es existieren eine nach innen gewendete Nische sowie Säulen aus schwedischen Granit. Im Unterstein befindet sich vertieft ein rundes Medaillon mit dem Monogramm: „J H S“
Das Kreuz mit Retabelaltar hat eine Gesamthöhe von 500 cm. Der Metallkorpus mit der Inschrift ist 115 cm hoch und 100 cm breit. In der Nische befindet sich eine Heiligenstatue des Rochus von Montpellier. Die metallene Figur ist 80 cm hoch und zeigt den Heiligen in Gesellschaft eines Hundes, wie er seine von Pestbeulen bedeckten Beine zeigt.
Die Anlage selbst besteht größtenteils aus scharriertem belgischem Granit und ist mit einem schmiedeeisernen Gitter umzäunt.